# György Dalos
György Dalos, född 23 september 1943 i Budapest, är en ungersk författare och historiker. Han är mest känd för romanen 1985, och The Guest from the Future: Anna Akhmatova and Isaiah Berlin.

## Verk
- 1985 (1983)
- The Circumcision (1990)
- Proletarier aller Lander, entschuldigt mich!
- The Guest from the Future (1996)
- Der Gottsucher (Godseeker) (1999)
- Ungarn in der Nusschale. Geschichte meines Landes (2004)
- Die Balaton Brigade (2006)
- 1956: Aufstand in Ungarn (2006)
- Jugenstil (Art Nouveau) (2007)

## Priser och utmärkelser
- Adelbert von Chamisso priset 1995
- Leipzig Book Award for European Understanding 2010 [2]

### Fotnoter
1. 1 2  hämtat från: belarusiskspråkiga Wikipedia.[källa från Wikidata]
2. ↑  ”Leipzig Book Award for European Understanding, officiell webbplats”. Arkiverad från originalet den 28 januari 2011. https://web.archive.org/web/20110128210105/http://www.leipzig.de/int/en/kultur_gastonomie/literatur/lbev/index.shtml.